# 成林庵
成林庵（じょうりんあん）は、東京都墨田区にある臨済宗妙心寺派の寺院。現在は尼寺である。

## 概要
1685年（貞享2年）、高崎藩藩主安藤重博に仕えた老女千代の開基である。千代は、ここで主君夫妻の菩提を弔ったという。
初代の住職は男性であったが、二代目は常林尼が務め、以降は尼寺となっている。常林尼は尾張徳川家との関係が深く、現在も葵の紋が入った寺宝を所蔵している。

## 交通アクセス
- 鐘ヶ淵駅より徒歩2分（経路案内）。